# Сан-Донато-Валь-ді-Коміно
Сан-Донато-Валь-ді-Коміно (італ. San Donato Val di Comino) — муніципалітет в Італії, у регіоні Лаціо,  провінція Фрозіноне.
Сан-Донато-Валь-ді-Коміно розташований на відстані близько 115 км на схід від Рима, 40 км на схід від Фрозіноне.
Населення — 2125 осіб (2014).

## Демографія
Населення за роками:

Станом на 1 січня 2023 року в муніципалітеті офіційно проживало 76 іноземців з 19 країн, серед них 10 громадян країн Євросоюзу та 10 громадян України.

## Сусідні муніципалітети
- Альвіто
- Галлінаро
- Опі
- Пескассеролі
- Сеттефраті